# Sighișoara - Târnava Mare
Sighișoara - Târnava Mare este o arie protejată (arie specială de conservare — SAC, sit de importanță comunitară — SCI) din România, desemnată în scopul protejării biodiversității și menținerii într-o stare de conservare favorabilă a florei spontane și faunei sălbatice, precum și a habitatelor naturale de interes comunitar aflate în arealul zonei de protecție. Acesta se întinde pe o suprafață de 89.264,9 ha, integral pe uscat.

## Localizare
Situl se întinde pe teritoriile administrative ale județelor Brașov (Bunești, Cața, Jibert, Rupea), Harghita (Cristuru Secuiesc, Dârjiu), Mureș (Albești, Apold, Daneș, Saschiz, Sighișoara, Vânători) și Sibiu (Agnita, Bârghiș, Biertan, Brădeni, Dumbrăveni, Hoghilag, Iacobeni, Laslea, Moșna). Centrul sitului Sighișoara - Târnava Mare este situat la coordonatele 46°08′17″N 24°50′36″E / 46.138131°N 24.843253°E.

## Înființare
Situl Sighișoara - Târnava Mare (ROSCI0227) a fost declarat sit de importanță comunitară în decembrie 2007 pentru a proteja 7 specii de plante și 32 de specii de animale. Situl a fost protejat și ca arie specială de conservare în mai 2022. Situl a fost protejat și ca arie specială de conservare în mai 2022. Situl include ariile naturale Stejarii seculari de la Breite și Rezervația de stejar pufos.

## Biodiversitate
Situată în ecoregiunea continentală, aria protejată conține 17 habitate naturale: Ape stătătoare oligotrofe până la mezotrofe, cu vegetație de Littorelletea uniflorae și/sau de Isoëto-Nanojuncetea, Lacuri eutrofice naturale cu vegetație de tip Magnopotamion sau Hydrocharition, Fânețe de joasă altitudine (Alopecurus pratensis, Sanguisorba officinalis), Păduri de fag Luzulo-Fagetum, Păduri de fag Asperulo-Fagetum, Păduri de stejar și carpen Galio-Carpinetum, Păduri pe pante, grohotișuri și ravene de Tilio-Acerion, Păduri aluvionare cu Alnus glutinosa și Fraxinus excelsior (Alno-Padion, Alnion incanae, Salicion albae), Păduri panonice cu Quercus pubescens, Păduri stepice euro-siberiene cu Quercus spp., Păduri de fag dacice (Symphyto-Fagion), Păduri de stejar și de carpen dacice, Galerii de Salix alba și de Populus alba, Tufărișuri subcontinentale peripanonice, Pajiști uscate seminaturale și facies de acoperire cu tufișuri pe substraturi calcaroase (Festuco-Brometalia) (* situri importante pentru orhidee), Pajiști stepice subpanonice, Liziere de ierburi înalte hidrofile de câmpie și de nivel montan până la alpin.
La baza desemnării sitului se află mai multe specii protejate:
- plante (7): clopțelul cu frunze de crin (Adenophora lilifolia), turiță (Agrimonia pilosa), Angelica palustris, târtan (Crambe tataria), papucul doamnei (Cypripedium calceolus), Iris aphylla subsp. hungarica, Pontechium maculatum subsp. maculatum
- amfibieni (3): izvoraș-cu-burta-galbenă (Bombina variegata), triton cu creastă (Triturus cristatus), tritonul comun transilvănean (Triturus vulgaris ampelensis)
- mamifere (7): liliac cârn (Barbastella barbastellus), lupul (Canis lupus), castor (Castor fiber), vidră de râu (Lutra lutra), liliac comun (Myotis myotis), liliacul mic cu potcoavă (Rhinolophus hipposideros), urs brun (Ursus arctos)
- nevertebrate (15): Bolbelasmus unicornis, Catopta thrips, croitorul mare al stejarului (Cerambyx cerdo), fluturele de noapte (Eriogaster catax), fluturele auriu (Euphydryas aurinia), fluturele flitirar (Euphydryas maturna), Euplagia quadripunctaria, Leptidea morsei, rădașcă (Lucanus cervus), fluturele purpuriu (Lycaena dispar), Maculinea teleius, Osmoderma eremita Complex, Pholidoptera transsylvanica, Unio crassus, Vertigo angustior
- pești (6): moioagă (Barbus petenyi), Cobitis taenia Complex, boarță (Rhodeus amarus), porcușor de nisip (Romanogobio kesslerii), porcușor de vad (Romanogobio uranoscopus), câră (Sabanejewia balcanica)
- reptile (1): țestoasa de baltă (Emys orbicularis)

Pe lângă speciile protejate, pe teritoriul sitului au mai fost identificate 37 de specii de plante, 10 specii de amfibieni, 40 de specii de mamifere, 24 de specii de nevertebrate, 2 specii de pești, 4 specii de reptile.